# 松戸市立河原塚小学校
松戸市立河原塚小学校（まつどしりつかわらづかしょうがっこう）は、千葉県松戸市河原塚にある公立小学校。

## 概要
校舎内からは東京スカイツリーや、和名ヶ谷クリーンセンター、イトーヨーカドー八柱店が一望できるなど見晴らしにおいては松戸市有数。
なお、アクセスは八柱駅から徒歩おおよそ15分、新八柱駅から20分。
また学校周辺には坂が多い為自転車でのアクセスはお勧めしない(学校自転車通禁止)
また、給食については校内で作っており、市内でもトップクラスに美味しいと好評。
学校は5階だて(屋上除く)で、体育館、プール、校庭(サッカーゴール、バックネット、バスケットゴール)あり。
学年は1学年から6学年(スマイルあり)

## 通学区域
- 松戸市
  - 紙敷（115番地、116番地の1、116番地の3、117番地の1～117番地の4、117番地の9～117番地の20、455番地、510番地の2、511番地の2～511番地の3、512番地の2～512番地の3、513番地、514番地の3、514番地の5～514番地の6、515番地の4～515番地の7）、河原塚で以下の区域を除いた区域（146番地～154番地、156番地の2、157番地の2、158番地の2、159番地の2）、五香西（4丁目48番地、5丁目39番地～41番地、43番地～47番地）、田中新田、日暮（1丁目1番地～7番地、15番地～21番地、3丁目、4丁目、5丁目、6丁目103番地～199番地、7丁目、8丁目）、和名ケ谷（1番地～30番地）[2]

## 進学先中学校
- 松戸市立河原塚中学校[2]
- 松戸市立常盤平中学校

## 河原塚小学校を拠点にしているクラブチーム
- 八柱サンジュニアーズ(野球チーム)
- ラビットキッカーズ(サッカーチーム)